# Iglesia de Santa María del Rosario (Asín)
La iglesia de Santa María del Rosario, en Asín (Provincia de Zaragoza, España) es una construcción románica de finales del siglo XII y principios del siglo XIII. Consta de una nave única cubierta con bóveda de cañón y un ábside semicircular a la que se añadieron en el siglo XVI dos capillas a ambos lados del primer tramo de la nave y un cuerpo a los pies con función de sacristía, al que se accede por el sottocoro.
La fábrica está realizada en sillar bien escuadrado en los muros y lajas de piedra en las cubiertas, totalmente restauradas. La decoración exterior es muy sobria y destaca la portada, situada en el lado meridional, formada por tres arquivoltas y un tímpano con crismón, y cobijada por un pequeño alero sujeto con canecillos.
En el interior, también muy sobrio, destaca la pintura mural gótica que decora el hemiciclo absidial.